# ケネト・パール
ケネト・パール（Kenneth Paal、1997年6月24日 - ）は、オランダ・アーネム出身のサッカー選手。クイーンズ・パーク・レンジャーズFC所属。ポジションはDF。

## 経歴

### クラブ
PSVアイントホーフェンでプロデビューを果たし、2019-20シーズンにPECズヴォレにレンタルされた。
2019年7月、PECズヴォレに3年契約で完全移籍した。
2022年6月19日、3年契約でチャンピオンシップのクイーンズ・パーク・レンジャーズFCに移籍した。

### 代表
2022年9月22日、ニカラグア代表との親善試合でスリナム代表として初出場。

## 人物
スリナム人の両親の下、オランダのアーネムで生まれた。